# Madi (Iran)
Pour les articles homonymes, voir Madi.

Le madi Farshadi

Un madi (en persan : مادی) est une sorte de petit canal destiné à acheminer l'eau du fleuve Zayandeh rud vers la ville d'Ispahan et ses alentours. Un réseau hydrographique artificiel composé de nombreux madis a été dessiné par Sheikh Bahai, ingénieur de Shah Abbas, et a été utilisé au moins depuis le XVIIe siècle.